# Zmarli w roku 1837
Lista osób zmarłych w 1837:

## styczeń 1837
- 20 stycznia – Adam Afzelius, szwedzki botanik[1]
- 30 stycznia – Gottfried Daniel Krummacher, pruski teolog kalwiński (zm. 1837)[2]

## luty 1837
- 7 lutego – Gustaw IV Adolf, król Szwecji[3]
- 10 lutego – Aleksander Puszkin (ros. Александр Сергеевич Пушкин), rosyjski poeta[4]
- 12 lutego – Ludwig Börne, niemiecki dziennikarz i pisarz[5]
- 19 lutego – Georg Büchner, pisarz niemiecki[6]

## marzec 1837
- 31 marca – John Constable, angielski malarz[7]

## kwiecień 1837
- 27 kwietnia – Carl August Wilhelm Fromm, gdański kupiec i duński urzędnik konsularny[8]

## czerwiec 1837
- 9 czerwca – Anna Maria Taigi, włoska mistyczka, błogosławiona katolicka[9]
- 20 czerwca – Wilhelm IV, król Wielkiej Brytanii i Hanoweru[10]

## wrzesień 1837
- 8 września – Samuel Egerton Brydges, angielski bibliograf, historyk literatury, polityk[11]
- 20 września – Jan Cornay, francuski misjonarz, męczennik, święty katolicki[12]
- 26 września – Francis Greenway, australijski architekt[13]

## październik 1837
- 5 października – Hortensja de Beauharnais, królowa Holandii jako żona Ludwika Bonapartego[14]
- 17 października – Johann Nepomuk Hummel, niemiecki kompozytor[15]

## listopad 1837
- 20 listopada – Franciszek Ksawery Nguyễn Cần, wietnamski męczennik, święty katolicki[16]

## grudzień 1837
- 28 grudnia – Kasper del Bufalo, włoski duchowny katolicki, założyciel Misjonarzy Krwi Chrystusa, święty[17]